# حارث بن کلده ثقفی

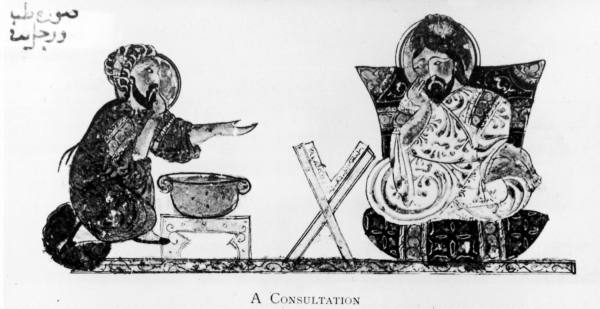
تصویر بیماری که با یک پزشک عرب قرون وسطایی مشورت می‌کند.

حارث بن کلدة بن عمر بن ابوعلاج ثقفی پزشک، شاعر، موسیقی‌دان، خواننده و بربط نواز، آموزگار و مبلغ موسیقی ایرانی در میان اهل مکه بوده است. حارث از قبیله ثقیف و از مردم طائف بود. او پزشک تحصیل کرده در بیمارستان جندی شاپور است.
او دو بار به ایران آمده است و در حیره به حضور خسرو پرویز رفته بود. از آثار منسوب به او می‌توان به محاورة فی الطب اشاره کرد که درباره پزشکی بوده است. مرگ او را در ۱۳ق دانسته‌اند.